# Uke-Hunt
Uke-Hunt is een Amerikaanse coverband opgericht door Spike Slawson (van Me First and the Gimme Gimmes), Hoe Raposo (van Lagwagon), Randy Burk (van Filthy Thieving Bastards) en Jamin Barton, die de keyboard heeft gespeeld voor het album Are We Not Men? We Are Diva! van Me First and the Gimme Gimmes. 
De band is opgericht in San Francisco, Californië in 2013. Alhoewel Uke-Hunt en Me First and the Gimme Gimmes beiden coverbands zijn, hebben ze allebei een zeer verschillende muziekstijl. Me First and the Gimme Gimmes spelen voornamelijk nummers die oorspronkelijk vrij langzaam zijn in een punkstijl, terwijl Uke-Hunt juist snellere nummers een stuk langzamer en milder speelt.

## Geschiedenis
Slawson begon ukelele te leren spelen toen Me First and the Gimme Gimmes besloten het nummer "I Believe I Can Fly" van R. Kelly live te gaan spelen. Slawson zou hierna enkele andere nummers gaan leren, wat leidde tot het ontstaan van de band. Uke-Hunt speelde voor de eerste keer live in Fisherman's Wharf onder de naam Uke Hammer. De band bestond in eerste instantie uit Slawson (ukelele en zang), Randy Burk (slagwerk en zang) en Jamin Barton (verschillende instrumenten, waaronder saxofoon, melodica en mondharmonica).
Het eerste album waarop de band te horen was is de compilatiealbum Fat Music for Fest People III van Fat Wreck Chords uit 2013. De eerste plaat van Uke-Hunt ("The Prettiest Star") werd kort hierna uitgegeven en werd in juni 2014 gevolgd door het debuutalbum Uke-Hunt. Het jaar daarop ging de band op tour door de Verenigde Staten.

## Band
- Spike Slawson - zang, ukelele
- Jamin Barton - zingende zaag, saxofoon
- Randy Burk - slagwerk
- Joe Raposo - basgitaar

## Discografie
Muziekalbums
- "The Prettiest Star" (2014, Fat Wreck Chords)
- Uke-Hunt (2014, Fat Wreck Chords)

Nummers op compilatiealbums
- Fat Music for Fest People III (2013, Fat Wreck Chords)
  - "Animal Farm", later te horen op Uke-Hunt
- Fat Music for Fest People IV (2014, Fat Wreck Chords)
  - "Needles and Pins" van het album Uke-Hunt
- Mild in the Streets: Fat Music Unplugged (2016, Fat Wreck Chords)
  - "Xanadu", exclusief nummer